# Ernst Schaffnit
Ernst (Johannes Martin Christian Otto) Schaffnit (* 10. Januar 1878 in Messel; † 29. August 1964 in Neckargemünd) war ein deutscher Phytomediziner. 

## Leben und Wirken
Ernst Schaffnit studierte Pharmazie an der Universität Erlangen und legte dort 1903 sein pharmazeutisches Staatsexamen ab. In Erlangen promovierte er zwei Jahre später mit einer Dissertation Beiträge zur Anatomie der Acanthaceen. Seit 1907 arbeitete er als wissenschaftlicher Assistent an der Abteilung für Pflanzenkrankheiten des Kaiser-Wilhelm-Instituts für Landwirtschaft in Bromberg. 1914 wurde er zum Leiter der Pflanzenschutzstelle der Landwirtschaftlichen Akademie Bonn-Poppelsdorf berufen und erhielt dort zum Sommersemester 1914 die Venia legendi für Pflanzenkrankheiten. Zunächst als Privatdozent, seit 1918 als außerplanmäßiger Professor und seit 1921 als ordentlicher Professor lehrte er an der Landwirtschaftlichen Hochschule Bonn-Poppelsdorf. 1927 gründete er das erste eigenständige Universitätsinstitut für Pflanzenkrankheiten in Deutschland und übernahm dessen Leitung. 1934 musste er aus politischen Gründen von seinem Amt zurücktreten. 1946 wurde er an die Universität Bonn zurückberufen. Bis zu seiner Emeritierung im Jahre 1948 leitete er wieder das von ihm gegründete Institut.
Schaffnit arbeitete vor allem über die Wechselbeziehungen zwischen Kulturpflanzen, ihren Parasiten und der Umwelt, sowie über pflanzliche Viruskrankheiten. Obgleich sein Forschungsinteresse vornehmlich der Grundlagenforschung galt, pflegte er enge Kontakte mit der landwirtschaftlichen Praxis, vor allem durch Flugschriften und Vorträge. Unter seiner Ägide wurden die ersten Pflanzenschutztechniker in Deutschland ausgebildet und in der Praxis eingesetzt.
Beachtenswert für die Geschichte des europäischen Landbaus ist sein Buch Die landwirtschaftlichen Verhältnisse Rumäniens (1921), in dem er u. a. die damals landesüblichen pflanzenbaulichen Anbautechniken ausführlich beschreibt. Seine 1957 erschienenen Erinnerungen unter dem Titel Erlebtes, Erstrebtes und Erreichtes sind ein wichtiges Dokument sowohl für die Geschichte der Phytomedizin als auch für die Geschichte der Landwirtschaftlichen Fakultät der Universität Bonn.
Schaffnit war Angehöriger des Corps Agraria Bonn.

## Ehrungen
- 1953: Großes Verdienstkreuz der Bundesrepublik Deutschland

## Schriften (Auswahl)
- Der Schneeschimmel und die übrigen durch Fusarium nivale Ces. hervorgerufenen Krankheitserscheinungen des Getreides. Verlag Paul Parey Berlin 1912.
- Die landwirtschaftlichen Verhältnisse Rumäniens. Verlag M. & H. Schaper Hannover 1921.
- Das neue Institut für Pflanzenkrankheiten der landwirtschaftlichen Hochschule Bonn-Poppelsdorf (mehrere Beiträge). Verlag G. Fischer Jena 1927 = Forschungen auf dem Gebiete der Pflanzenkrankheiten und der Immunität im Pflanzenreich H. 4.
- Erlebtes, Erstrebtes und Erreichtes. Zugleich ein Beitrag zur Chronik der Universität Bonn und der Geschichte des Instituts für Pflanzenkrankheiten. Verlag Röhrscheid Bonn 1957.